# Gabinete Tirard II
O Gabinete Tirard II foi o ministério formado por Pierre Tirard em 23 de fevereiro de 1889 e dissolvido em 14 de março de 1890. Foi o 27º gabinete da Terceira República Francesa, sendo antecedido pelo Gabinete Floquet e sucedido pelo Gabinete Freycinet IV.

## Contexto
O homem forte do novo governo era Ernest Constans, que retornou ao Ministério do Interior com o objetivo direto de acabar com o boulangismo - embora fosse desprezado pelo Presidente da República, Sadi Carnot, e por Pierre Tirard, além de possuir uma reputação comprovada de corrupção. Os radicais estão em minoria no governo e a extrema-esquerda tem apenas uma posição no Ministério das Obras Públicas. Além disso, o governo parecia fraco em sua formação, particularmente com o discurso de investidura de Tirard, que foi lido com voz fraca e sem substância. Este ministério foi formado no auge da crise boulangista.
Apesar da aparente fraqueza, o gabinete anunciou seu desejo de "garantir a manutenção da ordem jurídica e o respeito devido à República", uma mensagem clara contra os boulangistas. No final de março, o governo acelerou a ofensiva contra Georges Boulanger, processando seus aliados pelo crime de "sociedade secreta", enquanto uma campanha de difamação foi lançada contra o general. No final daquele mês, o Conselho de Ministros publicou uma nota oficial posicionando-se a favor do processo contra Boulanger. Rumores de prisões foram lançados e o general fugiu para a Bélgica em 1º de abril. O governo manteve a pressão sobre os boulangistas, prendendo vários membros do movimento, inclusive sob acusações falsas. Em 14 de agosto, eles foram condenados à deportação para um recinto fortificado.
O governo aproveitou a dispersão dos boulangistas para recuperar terreno, recuperando o espaço público por meio de uma política estatuária e arquitetônica, bem como pela Exposição Universal de 1889, que foi um verdadeiro sucesso, inaugurando a Torre Eiffel. Um banquete foi organizado para os prefeitos em agosto, reunindo quase 12 mil deles em Paris. Para as eleições legislativas vindouras, o ministro da Justiça pede aos promotores que não intervenham em assuntos políticos e que monitorem o clero para que ele faça o mesmo. A pressão administrativa só aumentou, com o gabinete enviando fortes instruções aos funcionários públicos. Por exemplo, os professores não precisariam ser imparciais e deveriam apoiar o governo. Os tesoureiros-gerais também são lembrados de que são servidores leais da República.
Com a realização das eleições legislativas, entre setembro e outubro de 1889, o boulangismo teve seu pior resultado desde o início do movimento, elegendo apenas 29 representantes, enquanto os monarquistas foram poupados da pressão do governo e a centro-esquerda e os moderados (ou oportunistas) saíram fortalecidos. Tirard queria se retirar em novembro, entendendo seu governo como apenas uma transição para derrotar os boulangistas, mas Carnot solicitou sua permanência até o fim do período eleitoral, por volta de janeiro de 1890. Contudo, assim que Ernest Constans renunciou, aproveitando o primeiro pretexto disponível para sair, o gabinete ficou abalado. Em 14 de março de 1890, após ter sido derrotado pelo Senado francês numa questão de política aduaneira com o Império Otomano, Pierre Tirard decidiu apresentar sua renúncia ao Presidente da República. No dia seguinte, o Presidente encarregou Charles de Freycinet de compor um novo ministério.

## Composição
- Presidente da República: Sadi Carnot
- Presidente do Conselho de Ministros: Pierre Tirard
- Ministro dos Estrangeiros: Eugène Spuller
- Ministro da Justiça e Cultos: Marius Thévenet
- Ministro do Interior: Ernest Constans (1889-1890); Léon Bourgeois (1890)
- Ministro da Guerra: Charles de Freycinet
- Ministro das Finanças: Maurice Rouvier
- Ministro da Marinha e Colônias: Benjamin Jaurès (1889); Jules François Émile Krantz (1889); Édouard Barbey (1889-1890)
- Ministro da Instrução Pública e Belas Artes: Armand Fallières
- Ministro das Obras Públicas: Yves Guyot
- Ministro da Agricultura: Léopold Faye
- Ministro do Comércio e Indústria: Pierre Tirard

## Realizações
- Proibição aos prefeitos de receber petições de trabalhadores socialistas;
- Dissolução da "Liga dos Patriotas", grupo de extrema-direita francês;[3]
- Aprovação do fim da imunidade parlamentar para os deputados boulangistas;
- Reforma dos cursos de Direito da França;
- Demissão de vários prefeitos boulangistas;